# Cerezo de Abajo
Cerezo de Abajo – gmina w Hiszpanii, w prowincji Segowia, w Kastylii i León, o powierzchni 19,89 km². W 2011 roku gmina liczyła 153 mieszkańców.